# Kauehi
Kauehi è un atollo appartenente all'arcipelago delle Isole Tuamotu nella Polinesia francese.

## Geografia
L'atollo di Kauehi ha una forma approssimativamente ovale, e misura 23 km di lunghezza e 17 km di larghezza nei punti massimi massima. La superficie totale delle terre emerse è di circa 15 km².
Al 2007 possedeva una popolazione di 552 abitanti.

## Storia
Il primo contatto europeo avvenne con il capitano Robert FitzRoy nel 1835 a bordo della nave Beagle.